# Leonel Sánchez
Leonel Guillermo Sánchez Lineros (Santiago del Cile, 25 aprile 1936 – Santiago del Cile, 2 aprile 2022) è stato un calciatore e allenatore di calcio cileno, di ruolo attaccante.
Considerato uno dei migliori giocatori della storia calcistica del suo paese, è al decimo posto per il maggior numero di presenze con la Nazionale cilena, 85, ed è stato capocannoniere del Mondiale 1962.

## Carriera

### Club
Inizia la carriera nelle giovanili dell'Universidad de Chile, nelle quali inizia a farsi notare come esterno sinistro. Debutta in prima squadra nel 1953 contro l'Everton, sotto la guida dell'allenatore Luis Álamos, che lo schiera costantemente, garantendo al club un periodo d'oro. La squadra di allora, soprannominata“Ballet Azul” conquistò sei titoli nazionali, nel 1959, 1962, 1964, 1965, 1967 e 1969. Nonostante fosse stato contattato da numerosi club europei, rimase fino al 1969 alla U de Chile.
Proprio nel 1969 passa al Colo-Colo, con il quale vince il campionato di calcio cileno del 1970. Nel 1971 passa al Club Deportivo Palestino, e successivamente si trasferisce al Ferrobádminton, dove si ritira nel 1973. A 68 anni ha giocato pochi minuti durante la partita di addio al calcio dell'ex nazionale cileno Luis Musrri.

### Nazionale
Con la nazionale di calcio del Cile ha giocato 85 volte, segnando 24 reti; debutta il 18 settembre 1955, al Maracanã, contro il Brasile. Ha partecipato al campionato del mondo 1962, dove con 4 reti si laurea capocannoniere insieme a Garrincha, Vavá, Flórián Albert, Ivanov e Jerkovic. Durante la Battaglia di Santiago ha avuto uno scontro con l'italiano Mario David, che fu espulso per fallo di reazione.

## Palmarès

### Club
- Campionato cileno: 7

Universidad de Chile: 1959, 1962, 1964, 1965, 1967, 1969
Colo Colo: 1970
- Torneo Metropolitano: 2

Universidad de Chile: 1968, 1968
- Coppa Francisco Candelori: 1

Universidad de Chile: 1969

### Individuale
- Capocannoniere del Campionato mondiale di calcio: 1

Cile 1962 (4 gol)